# Bârla (okręg Bistrița-Năsăud)
Bârla – wieś w Rumunii, w okręgu Bistrița-Năsăud, w gminie Mărișelu. W 2011 roku liczyła 353 mieszkańców.